# 843

## Събития
- Окончателно разделяне на Каролинската империя[1] във Вердюн.
- Византийската империя се стабилизира след като на събор в Константинопол иконоборците са окончателно победени.

## Починали
1. ↑  Каролинската Империя